# Повстяний Євмен Петрович
Євмен Петрович Повстя́ний (нар. 2 лютого 1895, Суми — пом. 13 жовтня 1970, Москва) — український радянський художник, майстер декоративної вибійки.

## Біографія
Народився 21 січня [2 лютого] 1895 року у місті Сумах (тепер Україна). Протягом 1910—1914 років навчався Строгановському художньо-промисловому училищі в Москві. Працював у Опішні, Полтаві, Решетилівці, з 1922 року — у Москві. Помер в Москві 13 жовтня 1970 року.

## Творчість
Виготовляв вибивні тканини, використовуючи традиції художників тканин народів України, Росії, Білорусії, Кавказу та інших. Серед творів — цикл вибивних тканин «Тобі, Україно» («Пісні Тараса», «Запорожці на Дунаї», «Турбота», «Мати», «Україна трудова», всі — 1963—1967), килими. Автор плакатів в «Вікнах ТАРС». 
Твори художника експонувалися на міжнародних виставках у Парижі (1925, 1937), Нью-Йорку (1938). 
Роботи майстра зберігаються в Музеї українського народного декоративного мистецтва у Києві.